# Sandra Schießl
Sandra Schießl (* 30. November 1971 in Herne) ist eine deutsche Animationsfilmerin und Mitbegründerin des Hamburger Animationsstudios TRIKK17.

## Leben
Schießl wuchs in Bramsche auf. Sie studierte in Bremen und Glasgow Freie Kunst und Skulptur und beendete ihr Studium 1995 mit dem Bachelor of Arts im Fach Skulptur. Sie studierte anschließend Visuelle Kommunikation/Animation an der Hochschule für bildende Künste Hamburg. Während ihres Studiums entstand 1999 der Kurzfilm Große Gefühle, der unter anderem auf dem Internationalen Kurzfilm-Festival Hamburg gezeigt und mit dem Hanse Short ausgezeichnet wurde. Der Film um ein Teighäschen, das sich tragisch in eine Hundelampe verliebt, gewann auf dem Chicago International Film Festival zudem die Goldplakette.
Im Jahr 2000 arbeitete Schießl zunächst als Animatorin für Clayart und war unter anderem an Stop-Motion-Werbefilmen um kranke Pinguine für die Firma Stada beteiligt. Ende 2000 gründete sie in Hamburg das Animationsstudio TRIKK17 mit und wurde eine der Geschäftsführerinnen des Studios. Sie ist hier vorwiegend als Regisseurin und Charakterdesignerin aktiv. Ihre bevorzugte Animationsart ist die Animation in Stop-Motion. 
Schießl erarbeitete mit TRIKK 17 Trailer für die ARD-Sportschau und die Marunde-Spots (2003/2004) sowie den Kurzfilm Marundes Landleben (2003) für den NDR. Sie drehte Werbespots, darunter einen Spot zur Wiedereinführung des Dolomiti-Eises, und konzipierte mit TRIKK17 Videoclips für Sasha (Rooftop) und Seeed (Ding).
Im Jahr 2007 führte sie bei dem auf Büchern von Astrid Lindgren beruhenden Puppentrickfilm Tomte Tummetott und der Fuchs Regie. Der Film erhielt mehrere Preise, darunter den Grand Prix Award des 6. Animation Contest of Folktales and Fables im japanischen Hida-Takayama und den Sonderpreis Kultur des Landes NRW beim Grimme-Preis 2008. Für den Legetrickfilm Die Nacht des Elefanten, den Schießl für die ZDF-Sendung Siebenstein schuf und der 2012 erschien, gewann sie beim Kinderfilmfestival Goldener Spatz 2013 den Goldenen Spatz für Innovation. Im November 2014 wurde der Film mit dem Deutschen Kurzfilmpreis Lola in der Kategorie „Animation“ ausgezeichnet.
Schießl ist Mutter zweier Kinder. Seit Mitte der 1990er-Jahre spielt sie Geige in der Reggae-Swing-Band The Wee Sma’s, mit der sie auch live auftritt.

## Filmografie (Auswahl)
- 1999: Große Gefühle (Kurzfilm)
- 2004: Stars gesucht
- 2007: Tomte Tummetott und der Fuchs (Kurzfilm)
- 2012: Rosalie und Trüffel (Kurzfilm)
- 2012: Die Nacht des Elefanten (Kurzfilm)

## Auszeichnungen
- 1999: Hanse-Short des Kurzfilm-Festivals Hamburg für den besten Hamburger Film, für Große Gefühle
- 1999: Film-Komet, Hannoveraner Filmfestival „up-and-coming“, für Große Gefühle
- 2000: Golden Plaque, Chicago International Film Festival, für Große Gefühle
- 2004: Subvention der Filmförderung Hamburg für Stars gesucht[8]
- 2007: Grand Prix Award, 6. Animation Contest of Folktales and Fables im japanischen Hida-Takayama, für Tomte Tummetott und der Fuchs
- 2008: Grimmepreis, Sonderpreis Kultur des Landes NRW, für Tomte Tummetott und der Fuchs
- 2012: Subvention der Kinderfilmförderung des Beauftragten der Bundesregierung für Kultur und Medien und des Kuratoriums junger deutscher Film für Chika, die Hündin im Ghetto
- 2014: Deutscher Kurzfilmpreis für Die Nacht des Elefanten
- 2014: Nominierung Friese Award, Hamburg International Short Film Festival, für Die Nacht des Elefanten